# Quiterio Olmedo
Quiterio Olmedo (21 dicembre 1907 – ...) è stato un calciatore paraguaiano, di ruolo difensore.

## Biografia
Partecipò con il Paraguay al mondiale di calcio del 1930.